# حسن الباجه جي
حسن راجي بن محمود الباجه جي هو محام عثماني ثم عراقي، ولد سنة 1871، ودرس القانون في إسطنبول.
زاول المحاماة وعين أستاذا في مدرسة الحقوق في بغداد عن تأسيسها سنة 1908.
عرض عليه شغل منصب وزير العدلية في الحكومة المؤقتة سنة 1920، لكنه اعتذر عن قبول المنصب قائلا إنه يعتذر عن قبول أي مسؤولية في هذا العهد. فأوكل بيرسي كوكس وزارة العدلية إلى مصطفى الآلوسي.
توفي في بغداد في 19 كانون الثاني 1929.

## ملاحظة
- يذكر إبراهيم الدروبي في كتابه البغداديون أخبارهم ومجالسهم، أن تاريخ الوفاة 1923.[8]